# 汀一弘
汀 一弘（みぎわ いっこう、1950年 - 2006年）は、日本の翻訳家。兵庫県生まれ。1972年、早稲田大学政治経済学部政治学科卒業。在学中はワセダミステリクラブに参加。「宮地謙」名義での翻訳もある。

## 訳書
- 『掠奪軍団 : 悪党パーカー』（リチャード・スターク、早川書房、世界ミステリシリーズ） 1981
- 『2018年キング・コング・ブルース』（サム・J・ルンドヴァル、サンリオ、サンリオSF文庫） 1981
- 『眠れぬ夜の愉しみ』（ハロルド・Q・マスア編、宇佐川晶子他共訳、早川書房、ハヤカワ・ミステリ文庫） 1982
- 『現代アメリカ推理小説傑作選 3』（アメリカ探偵作家協会編、小鷹信光他共訳、立風書房） 1982
- 『デス・マーチャント / 魔の三角海域 』（ジョゼフ・ローゼンバーガー、東京創元社、創元推理文庫） 1982
- 『新・読者への挑戦』（アイザック・アシモフ,アリス・ローランス編、共訳、早川書房、ハヤカワ・ミステリ文庫） 1983
- 『冷えたギムレットのように : 美酒ミステリ傑作集』（小鷹信光編、共訳、大和書房） 1983
- 『デス・マーチャント / 殺人衛星を奪い取れ!』（ジョゼフ・ローゼンバーガー、東京創元社、創元推理文庫） 1983
- 『過去、現在、そして殺人』（ヒュウ・ペンティコースト、早川書房、世界ミステリシリーズ） 1983
- 『エドガー賞全集』（ビル・プロンジーニ編、小鷹信光他共訳、早川書房、ハヤカワ・ミステリ文庫） 1983
- 『聖者死すべし』（サイモン・クイン、東京創元社、創元推理文庫） 1984 - インクィジター2
- 『地球への侵入者 グルフ・コンクリン選のSFアンソロジー』（グルフ・コンクリン編、共訳、朝日ソノラマ、ソノラマ文庫、海外シリーズ5） 1984
- 『涙が乾くとき』（トマス・B・デューイ、河出書房新社、アメリカン・ハードボイルド6） 1984
- 『妖精王の冠』（ヒルデブラントほか、早川書房、ハヤカワ文庫FT） 1986
- 『曇りガラスの街』（ジョナサン・ヴェイリン、早川書房、世界ミステリシリーズ） 1986 - 私立探偵ハリイ・ストウナー
- 『赤く灼けた死の海』（ジョン・D・マクドナルド、角川書店、角川文庫） 1987 - トラヴィス・マッギーシリーズ
- 『復讐者の怒り』（ジョン・カッター、東京創元社、創元推理文庫） 1987
- 『バンカーから死体が : ゴルフ・ミステリー傑作選』（エリナー・ラリー他著、小鷹信光他共訳、東京書籍、シリーズ・ザ・スポーツノンフィクション別巻） 1988
- 『ハンマー・ロック : ボディガード・ジョン・ロック』（ジャック・バーノオ、早川書房、ハヤカワ・ミステリ） 1988
- 『J.F.ケネディを救え』（スタンリー・シャピロ、早川書房、ハヤカワ文庫NV） 1988
- 『卑しい街を行く』（ロバート・J・ランディージ編、木村二郎他共訳、早川書房、ハヤカワ・ミステリ文庫） 1989
- 『首吊りクロゼット』（トニー・フェンリー、角川書店、角川文庫） 1989
- 『テスラの最終兵器』上・下（ジョン・マルコム、扶桑社、扶桑社ミステリー) 1989
- 『心憑かれて』（マーガレット・ミラー、東京創元社、創元推理文庫） 1990
- 『最後の楽園』（ジェリー・エイハーン、東京創元社、創元推理文庫） 1990
- 『トワイライト・アイズ』上・下 （ディーン・R・クーンツ、角川書店、角川文庫） 1990
- 『聖竜戦記』上・下（マイケル・リーヴス,バイロン・プライス、角川書店、角川文庫） 1990
- 『彼女のアラスカ : ベスト・アウトドア・コラム』（バリー・ロペス他著、駒沢敏器編、共訳、東京書籍、シリーズ・ザ・スポーツノンフィクション11） 1991
- 『顔を返せ』上・下（カール・ハイアセン、角川書店、角川文庫） 1992
- 『マーメイド』（マーガレット・ミラー、東京創元社、創元推理文庫） 1993
- 『砕けたハート』（トマス・バン、東京創元社、創元推理文庫） 1993
- 『トワイライト・アイズ』上・下（ディーン・R・クーンツ、角川書店、角川ホラー文庫） 1996
- 『七百万ドルの災難』（ジェイムズ・マグヌスン、扶桑社、扶桑社ミステリー） 1999
- 『行きどまり』（パトリシア・カーロン、扶桑社、扶桑社ミステリー） 2000
- 『シュロック・ホームズの迷推理』（ロバート・L・フィッシュ、深町眞理子ほか共訳、光文社、光文社文庫、英米短編ミステリー名人選集7） 2000
- 『もうひとつの「カサブランカ」』（マイクル・ウォルシュ、扶桑社） 2002
- 『夢なき者たちの絆』上・下 （マイクル・C・ホワイト、扶桑社、扶桑社ミステリー） 2002
- 『秘密の顔を持つ女』上・下 （ウィリアム・ベイヤー、扶桑社、扶桑社ミステリー） 2003

### フィリップ・K・ディック
- 『ザ・ベスト・オブ・P・K・ディック 1』（フィリップ・K・ディック、ジョン・ブラナー編、浅倉久志他共訳、サンリオ、サンリオSF文庫） 1983
- 『銀河の壷直し』（フィリップ・K・ディック、サンリオ、サンリオSF文庫） 1983
- 『ザ・ベスト・オブ・P・K・ディック 4』（P・K・ディック、マーク・ハースト編、浅倉久志他共訳、サンリオ、サンリオSF文庫） 1985
- 『シミュラクラ』（フィリップ・K・ディック、サンリオ、サンリオSF文庫） 1986

### 「ホースクラン」
- 『ホースクラン登場』（ロバート・アダムス、サンリオ、サンリオSF文庫） 1987
- 『ホースクランの剣』（ロバート・アダムス、サンリオ、サンリオSF文庫） 1987
- 『ホースクランの復讐』（ロバート・アダムス、サンリオ、サンリオSF文庫） 1987

### デヴィッド・ウィルツ
- 『わが故郷に殺人鬼』（デヴィッド・ウィルツ、扶桑社、サンケイ文庫、海外ノベルス・シリーズ） 1988、 のち扶桑社ミステリー
- 『倒錯者の祈り』（デヴィッド・ウィルツ、扶桑社、扶桑社ミステリー） 1993
- 『闇の狩人』（デヴィッド・ウィルツ、扶桑社、扶桑社ミステリー） 1995
- 『歪んだ愛』（デヴィッド・ウィルツ、扶桑社、扶桑社ミステリー） 1995
- 『黒い賛美歌』（デヴィッド・ウィルツ、扶桑社、扶桑社ミステリー） 1996
- 『眠りについた骨』（デヴィッド・ウィルツ、扶桑社、扶桑社ミステリー） 1997
- 『破壊の黙示録』（デヴィッド・ウィルツ、扶桑社、扶桑社ミステリー） 1998
- 『故郷への苦き想い』（デヴィッド・ウィルツ、扶桑社、扶桑社ミステリー） 2001

### 宮地謙名義
- 夏の気配 (ベティ・ニールズ　ハーレクイン・ロマンス)  1986
  - 夏の気配 (ベティ・ニールズ　ハーレクイン・マスターピース) 2024